# Micrurus mipartitus
Micrurus mipartitus é uma espécie de cobra-coral, um elapídeo do gênero Micrurus. É uma coral bicolor de grande porte, medindo entre 60 e 80 cm (máximo de 1,2 m). A frente da cabeça é preta com a nuca laranja. Padrão geral do corpo se caracteriza por anéis pretos (enrte 34 e 84) alternados por anéis brancos, apresentando de 2 a 8 anéis vermelhos na cauda. Ocorre desde o Panamá até o norte da América do Sul, incluindo o oeste da Colômbia (incluindo a Isla Gorgona).